# Совет национальной безопасности Сирии
Совет национальной безопасности Сирийской Арабской Республики (араб. مجلس الأمن الوطني للجمهورية العربية السورية‎) — стратегический консультативно-совещательный орган исполнительной власти, осуществляющий координацию и управление вопросами безопасности и политического характера, который возглавляет президент Сирии Ахмед аш-Шараа. Задачи и механизмы деятельности СНБ определяются директивами президента.
СНБ выполняет ряд функций, включающих в себя оценку угроз безопасности, анализ и оценку потенциальных рисков внутренних и внешних угроз Сирии, надзор за силовыми структурами, разработку политики и стратегии, а также координацию деятельности соответствующих субъектов и обеспечение связи между государственными учреждениями, занимающимися вопросами безопасности для единого процесса принятия и исполнения решений.
Заседания проводятся периодически или по решению президента, и решения, связанные с национальной безопасностью и вызовами, стоящими перед государством, принимаются в консультации с членами Совета.

## Состав
Совет возглавляет президент Сирии. В состав Совета входят министр иностранных дел, министр обороны, директор общей разведки, министр внутренних дел и два советника, назначаемых президентом страны.